# Тит Квинкций Фламинин (консул 123 года до н. э.)
Тит Кви́нкций Фламини́н  (лат. Titus Quinctius Flamininus; родился, по одной из версий, в 166 году до н. э. — умер после 123 года до н. э.) — древнеримский политический деятель из патрицианского рода Квинкциев, консул 123 года до н. э. (вместе с Квинтом Цецилием Метеллом Балеарским). Во время его консульства была основана римская колония на месте Карфагена, хотя Тит Ливий и Плутарх относят это событие к следующему году. Тит Квинкций, по словам Марка Туллия Цицерона, «считался образцом чистой латинской речи, но грамматики он не знал».